# Helmut Kießling
Helmut Kießling (* 17. Oktober 1912; † 10. August 1971) war ein deutscher Schriftsteller und Textdichter.

## Leben
Kießling lebte und arbeitete in Bad Lausick in der Nähe von Leipzig.
Am Bahnhof des Ortes war bis in die 1960er Jahre der Name seines Großvaters Wilhelm Kießling vom Speicherturm weithin sichtbar. Nach einer abgeschlossenen Ausbildung zum Getreidehändler machte er schließlich das Schreiben zu seinem Beruf. Bis zum Jahr 1939 konnte er bereits 18 erfolgreiche Veröffentlichungen vorweisen.
Nach seiner Rückkehr aus dem Krieg brachte Helmut Kießling seine Textideen zu Papier und gehörte neben Johannes Kretzschmar (1898–1957) aus Leipzig und Arnold Bormann (1894–1970) aus Ost-Berlin zu den ersten Textautoren des Ostens von Deutschland, die Liedtexte für Rundfunk- und Schallplattenproduktionen schrieben. Viele seiner Tanzlieder erschienen beim Harth Musik Verlag Leipzig-Berlin bzw. im Musikverlag Lied der Zeit im Druck.
Helmut Kießling war Mitglied des Deutschen Schriftstellerverbands und vertrat die Interessen der Tanzlied-Textautoren im Wertungsausschuss der AWA (Anstalt zur Wahrung der Aufführungsrechte).

## Werke
1947 verfasste er den deutschen Text zum „Trinklied“ von Isaak Dunajewski, das im Rundfunk lief und 1950 bei der Gema registriert wurde. 1970 erschien das „Trinklied“ mit Reiner Süß und dem Großen Tanzstreichorchester unter der Leitung von Jürgen Hermann auf Schallplatte.
In den Anfangsjahren schrieb er zu einigen seiner Texte (zum Beispiel „Danke, Herr Franke“, „Die Sprache der Liebe ist international“ und „Ein schönes Erlebnis am Rande des Alltags“) auch die Musik.
Bei vielen seiner späteren Erfolgsschlager unterlegte er den fertig vorliegenden Melodien seiner Komponisten die Texte, eine im Tanz-Liedschaffen gängige Arbeitsweise, die vom Textdichter Erfahrung und musikalisches Einfühlungsvermögen erfordert.
Den ersten Nachkriegserfolg brachte 1948 das Lied „Eine handvoll bunter Träume“ von Helmut Gardens in einer Aufnahme mit Margot Friedländer und dem Rundfunk-Tanzorchester Leipzig unter Leitung von Kurt Henkels. Der Text sollte die Stimmung der Menschen in dieser Zeit zum Ausdruck bringen:
„[…] Ich zieh’ lachend in den Frühling, meine Kasse ist zwar schmal.
Eine handvoll bunter Träume ist mein ganzes Kapital […]“
1950 schrieb Helmut Kießling den deutschen Text für das Lied „Komm mit nach Saratow“ des russischen Komponisten Mark G. Fradkin. Die Aufnahme mit Irma Baltuttis und dem Rundfunk-Tanzorchester Leipzig unter der Leitung von Kurt Henkels wurde von Amiga veröffentlicht.
Günter Oppenheimer war über viele Jahre sein Hauskomponist. Viele Schlager entstanden auch in der Zusammenarbeit mit zum Beispiel Alo Koll, Bruno Droste, Werny Engelhardt, Gerhard Honig, Harry Seeger, Helmut Nier und Hans Bath.
Gemeinsam mit Helmut Nier schrieb er auch Lieder für DEFA-Filme z. B. für „Maibowle“ die Titel „Tausend Worte von der Liebe“ und „Es war ein Tag im Mai“ und für den Film „Septemberliebe“ entstand „In der Taverne“. „Ich sag zum Leben nur ja“ von Thomas Holt(DDR) wurde auch in einem Film „Drei Kameras auf Urlaub“ verwendet. „Du taust erst immer auf um Mitternacht“ war das letzte neu entstandene Lied mit einem Text von Helmut Kießling, das durch Amiga veröffentlicht wurde. In den 1970er und 1980er Jahren erschienen noch einige Neuauflagen seiner Erfolgsschlager auf Schallplatte. Im Repertoirebestand der Gema sind etwa 200 seiner Lieder enthalten.

### Weitere Werke (Auswahl)
- 1937 „Seemannsfox“ (B. Kay) – deutscher Text von Helmut Kießling
- 1940 „Kurz und gut“ (Reiny Roland)[9]
- 1950 „Premiere“ (Musik: Helmut Gardens) – Instrumentalaufnahme mit dem Rundfunk-Tanzorchester Leipzig unter Leitung von Kurt Henkels[10]
- 1950 „Warum muß mein Herz denn weinen“ (Alo Koll)
- 1950 „Ein Zug fährt in die Welt hinaus“ (Jonny Winford)[11]
- 1950 „Nie war die Welt so wunderschön“ (Heinz Illing)
- 1950 „Ich sag zum Leben nur ja“ (Thomas Holt(DDR))
- 1950 „Den ganzen Tag Besuch“ (Bruno Droste) – Instrumentalaufnahme mit dem Orchester Heinz Kretzschmar
- 1951 „Wenn du denkst, du hast Glück“ (Georg Girke)[12]
- 1951 „Hans an Fortuna“ (Günter Oppenheimer)
- 1952 „Russische Volkslieder-Suite“ (Bearbeitung: Conny Odd) – 27 Minuten Spieldauer
- 1953 „Komm tanz mit mir im 3/4 Takt“ (Fred Dittrich)
- 1953 „Glück en gros“ (Thomas Holt)
- 1954 „Lieber Mond,  fang dir ein Wölkchen ein“ (Walter Eichenberg) gemeinsam mit Charlotte Korella – Ingrid Oberländer
- 1954 „Jeder Tag kann so voll Sonne sein“ (Walter Eichenberg)  gemeinsam mit Maggie Koch – Irma Baltuttis; in den 1980er-Jahren Helga Brauer
- 1954 „Einen Walzer möcht' ich tanzen“  (Georg Girke)
- 1954 „Echo, darf ich dich was fragen“ (Helmut Nier)
- 1954 „Tadellos, tadellos“ (Günter Oppenheimer) – Fips Fleischer und Fred Frohberg
- 1955 sein großer Erfolg „Einsam liegt mein Schiff im Hafen“ (Walter Eichenberg) gemeinsam mit Maggie Koch – Fred Frohberg und das Rundfunk-Tanzorchester Leipzig unter Leitung von Kurt Henkels
- 1955 „Mein Herz, das ist total verwirrt“ (Walter Eichenberg) gemeinsam mit Maggie Koch – Brigitte Rabald und das RTO Leipzig unter Leitung von Kurt Henkels
- 1955 „Was weiß denn die Welt von uns beiden“ (Otto Riedlmayer) gemeinsam mit Walter Brandin
- 1955 „Lieder, die dir mein Herz erdacht“ (Alfred Jack)[13] – Klaus Groß
- 1955 „Du liebe kleine Möwe“ (Gerhard Honig) – Sonja Siewert und Ilse Hass
- 1955 „Lüttje Deern“ (Bruno Droste) – Heinz Schultze
- 1955 „Die Blumen kommen etwas später“ (Bruno Droste)
- 1955 „Küsst du mich, küss ich dich“ (Bruno Droste) – 1963 schrieb Doris Marion einen englischen Spezialtext zu diesem Lied („Taking a Trip with You“)
- 1955 „Spanien, Spanien und Kastanien“ (Walter Eichenberg) – Brigitte Rabald
- 1956 „Ich hab‘ ne Hypothek auf deinem Herz“ (Alfred Jack)
- 1956 „Ein Zug fährt in die Welt hinaus“ (Günter Oppenheimer)[14]
- 1956 „Was hab‘ ich dir getan, Mon Ami“ (Alfred Jack)
- 1956 „Weißt du was, wir kaufen uns ein Auto“ (Johannes Husak) – Sonja Siewert und Herbert Klein
- 1957 „Boogie um Mitternacht“ (Helmut Gardens)
- 1958 „Karina“ (Werny Engelhardt)[15]
- 1958 „Fern liegt meine Heimat“ (Gustav Brom/Günter Oppenheimer) – Fred Frohberg
- 1958 „Leg’ die alte Platte auf“ (Helmut Nier) – Hemmann-Quintett
- 1959 „Verliebt und geliebt sein“ (Toni Eschweiler)[16] – Bärbel Wachholz
- 1959 „Warum tun sie nur so schüchtern, junger Mann“ (Günter Oppenheimer)[17] – Bärbel Wachholz
- 1960 „Ja, der Skilehrer“  (Herbert Roth) – Waltraut Schulz und Herbert Roth
- 1963 „Linkerseits in der Schweiz“ (Georg Möckel) – Helga Brauer
- 1964 „Sind junge Mädchen 16 Jahre alt“ (Günter Oppenheimer) – Ruth Brandin
- 1969 „Republik, sei gegrüßt“ (Fred Dittrich)

Einige Texte schrieb Helmut Kießling auch als Peter Meller:
- 1963 „Doch Betty kann so furchtbar lieb sein“ (Günter Oppenheimer) – Volkmar Böhm
- 1963 „Mein neustes Hobby“ (Günter Oppenheimer) – Volkmar Böhm
- 1963 „Doch dann kam Leben in die Bude“ (Günter Oppenheimer)
- 1963 „Einen Freund, einen Freund“ (Günter Oppenheimer) gemeinsam mit Erich Moderer – Rose-Marie Heimerdinger
- 1967 „Du taust erst immer auf um Mitternacht“ (Günter Oppenheimer) – Roswitha

## Auszeichnungen
- Im  Schlager-Wettbewerb „Goldene Note 1960“ des Deutschen Fernsehfunks  erhielt Helmut Kießling für den Text „Sternenliebe“ (Joachim Werzlau) einen 1. Preis.[19]
- „Warum in die Ferne schweifen“ (Gerhard Honig) erreichte  bei dem nationalen Schlagerwettbewerb 1967 eine gute Platzierung.